# Lower Hutt
Lower Hutt, in māori Awakairangi, è una città e un'autorità territoriale della Nuova Zelanda che si trova nella regione di Wellington, nell'Isola del Nord, 25 chilometri a nordest della città di Wellington.
Il Consiglio cittadino ha adottato il nome di Hutt City Council, che però non è riconosciuto a livello nazionale; esistono infatti due città col nome simile, Upper Hutt e Lower Hutt, e chiamare una delle due semplicemente Hutt può portare ad una certa confusione. La città di Upper Hutt non è d'accordo con la denominazione auto-attribuitasi da quella di Lower Hutt, ma la diatriba sul nome è ancora in corso.

## Geografia fisica
Lower Hutt deve il suo nome al fatto di sorgere sulla riva meridionale del fiume Hutt, mentre sulla sponda opposta sorge Upper Hutt. L'autorità territoriale si estende anche ad alcuni centri sulla costa del porto di Wellington, come Wainuiomata ed Eastbourne, oltre che alle isole che si trovano nella baia, la più grande delle quali è Somes Island. La città di Lower Hutt conta circa 100 000 abitanti, più dei tre quarti dell'intera popolazione del Distretto, ed è l'undicesima città più popolosa della Nuova Zelanda.

## Storia
Prima dell'arrivo degli europei, la valle del fiume Hutt era abitata da popolazioni maori ed era ricca di foreste. Il primo europeo ad arrivare qui fu William Wakefield nel 1839, a bordo della nave Tory, il quale cominciò subito a negoziare col capotribù per ottenere il permesso di costruire un insediamento.
Il 22 gennaio 1840 (giorno tuttora celebrato come anniversario della città di Wellington) arrivò la prima nave di immigranti, l'Aurora, e venne fondato un insediamento chiamato Britannia. Dopo pochi mesi il villaggio venne spazzato via da un'alluvione, ragion per cui alcuni abitanti decisero di spostarsi in quella che oggi è Wellington, mentre altri rimasero e svilupparono la città in quella che sarebbe diventata Lower Hutt.

## Economia
Storicamente le prime industrie che si svilupparono qui furono quelle della produzione e lavorazione della carne, dell'assemblaggio di autoveicoli e della lavorazione del legname. Recentemente, tuttavia, la maggior parte di queste attività è cessata definitivamente o si è trasferita nella zona di Auckland, mentre a Lower Hutt sono rimaste molte aziende che operano nel settore dei servizi.
Molti degli abitanti di Lower Hutt lavorano nella città di Wellington o nei suoi immediati sobborghi, relegando questo centro al rango di "città dormitorio" della capitale neozelandese.

## Amministrazione

### Gemellaggi
- Xi'an, Cina
- Minoh City, Giappone
- Taizhou, Cina
- Tempe, Arizona, Stati Uniti